# Noctua nictitans
Noctua nictitans là một loài bướm đêm trong họ Noctuidae.